# 안틸리아 (건축물)
안틸리아(영어: Antilia)는 인도 뭄바이에 위치한 건물이다. 이 집은 매매되는 집중 가장 비싼 집이다. 이 집의 가격은 무려 2조 2700억원에 달한다. 1층부터 6층까지는 총 168대를 주차 할 수 있는 주차장이 마련되어있다 한층의 주차공간은 28대이다.

## 명칭
건물은 신화의 섬 앤틸리스 (2개의 L이 있는)의 명칭을 따서 명명되었다.